# Fernsehturm
För andra betydelser, se Fernsehturm (olika betydelser).

Berliner Fernsehturm (tyska för "Berlins TV-torn") är ett radio- och TV-torn i Tysklands huvudstad Berlin, som byggdes 1965–1969. Det har en höjd av 368 meter och är beläget vid Alexanderplatz, som ligger i stadsdelen Mitte.
Tornet byggdes av den östtyska regimen, som även använde den som en symbol för Östberlin. Det ger en god utsikt över hela staden och därifrån kunde alltså östtyskar se Västberlin, som de flesta inte hade möjlighet att besöka. Det väl synliga tornet påminde även invånarna i Västberlin om den östra delen av staden.
På grund av sitt läge nära Alexanderplatz, har tornet fått smeknamnet Alextornet, speciellt av besökare i Berlin.

## Byggtiden
Tornet byggdes ursprungligen dels som en del av byggandet av TV-sändarnätet, och dels som ett monument över Östtyskland och gick tillbaka till ett arkitektutkast från slutet av 1950-talet. Berliner Fernsehturm är starkt inspirerat av dåtidens vurm för rymden, inte minst genom DDR:s koppling till Sovjetunionen och uppskjutningen av Sputnik 1 1957. Berliner Fernsehturms rymdinspiration visar sig bland annat i interiören, till exempel genom ett konstverk föreställande Vintergatan, och exteriörens raketarkitektur. Syftet var att visa på framtidstro och framsteg.
Det byggdes något tidigare och även samtidigt liknande torn i Västtyskland, bland annat i Stuttgart, Dortmund och München. Det i Östberlin blev dock betydligt högre, en liten prestigekamp mellan länderna. Kort innan byggdes ett liknande, mycket högre torn i Moskva, Ostankinotornet, idag Europas högsta torn (540 m). Dessa båda torn var förebild för många fler höga TV-sändartorn i öst, i första hand i Sovjetunionen.
Tornet byggdes ursprungligen av DDR-regimens byggbolag VEB IBRO Berlin och restaurerades 1992-2001 då man bland annat sanerade tornet från asbest. Vid byggandet av Fernsehturm kom man att kraftigt dra över den ursprungliga budgeten. Bland annat köpte man in delar utifrån, bland annat stål från Västtyskland och de hissar som fanns i tornet före renoveringen kom från Sverige och var tillverkade av Asea-Graham. Fernsehturmkomplexet kom slutligen att stå klart 1972, då man gjorde klart entrén på markplan. 

## Fernsehturms delar och funktioner
I den så kallade silverkulan, på en höjd 203,78 meter, finns förutom Berliner Fernsehturms utsiktsplats även Telecafé (café och roterande restaurang), som är beläget ovanför utsiktsplatsen och roterar sakta - två varv per timme. Det finns även serviceutrymmen för de radio- och TV-master som är belägna ovanför silverkulan. Förutom de såväl analoga som digitala radio- och TV-signaler som sänds ut, bedrivs även digitala provsändningar av digital mobil TV (DMB). Kulans yttre hölje är skapat så att det starkt reflekterar solens strålar och därmed gör tornet väl synligt. Solreflexen skapar också formen av ett lysande kors på kulan, vilket kallas för "Påvens hämnd" med tanke på den ateistiska politiken som förts i DDR.  Fram till 2007 hade 68 miljoner människor besökt tornet.

## Arkitekter
- Hermann Henselmann, Jörg Streitparth (tävlingsbidrag 1957–1958)
- Fritz Dieter, Günter Franke, Gerhard Kosel (planering av byggandet)
- Walter Herzog, Herbert Aust (skapandet av entrén, 1969–1972)

## Övrigt
Berlinarna brukar ge smeknamn på sina byggnader och platser, mycket likt den så kallade göteborgshumorn. Se lista på tyska.
Berliner Fernsehturm kallas därför ofta i folkmun för "Telespargel", det vill säga Tele-sparrisen.

## Bilder

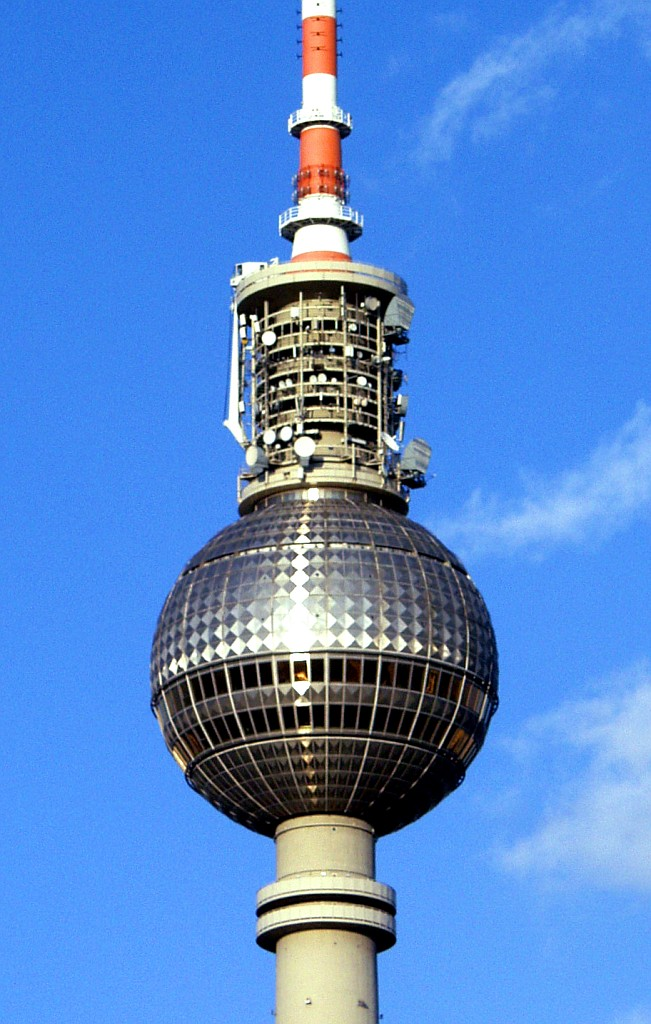
Närbild på globen och räddningsplattformarna
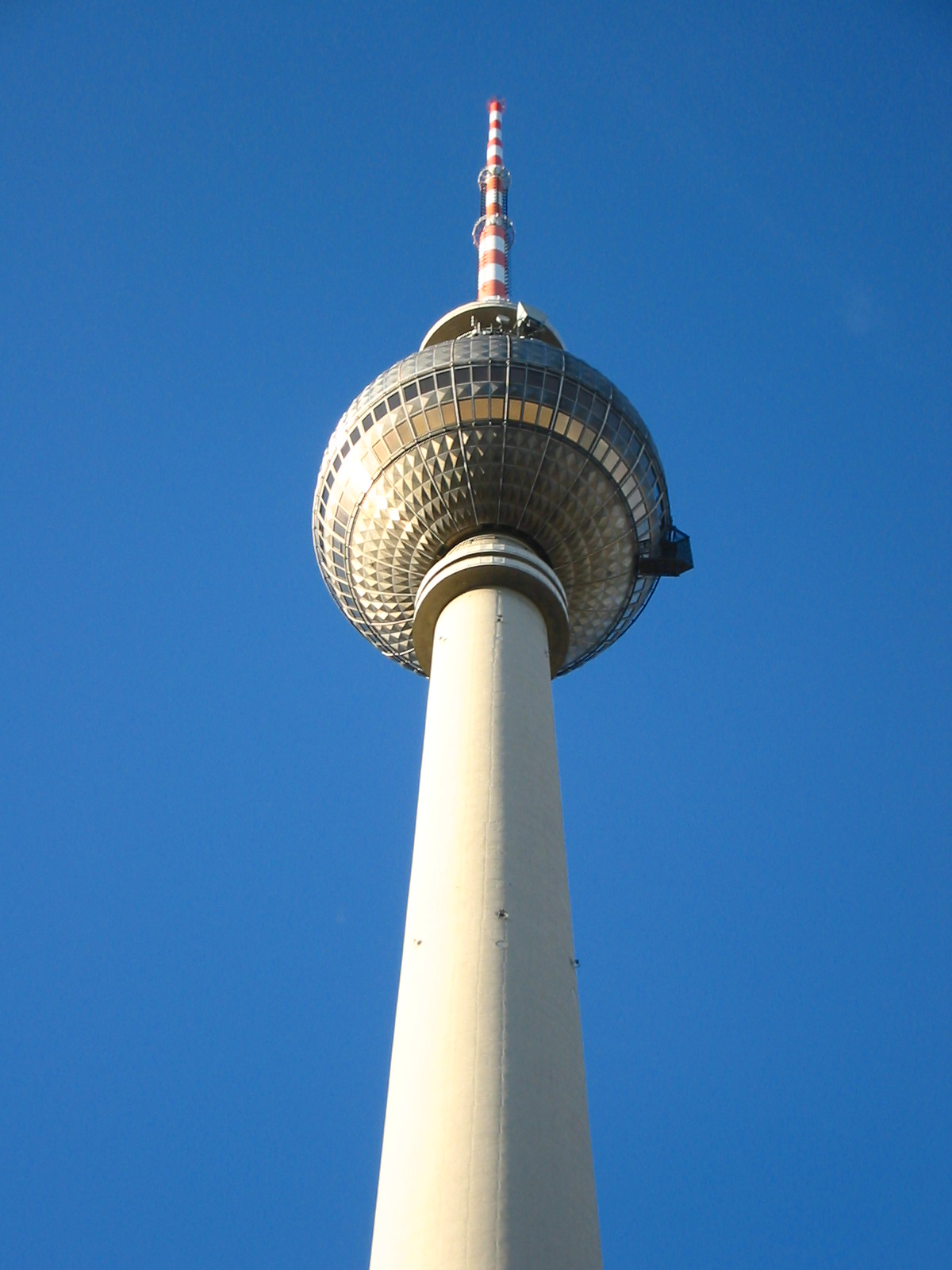
Vy nedifrån
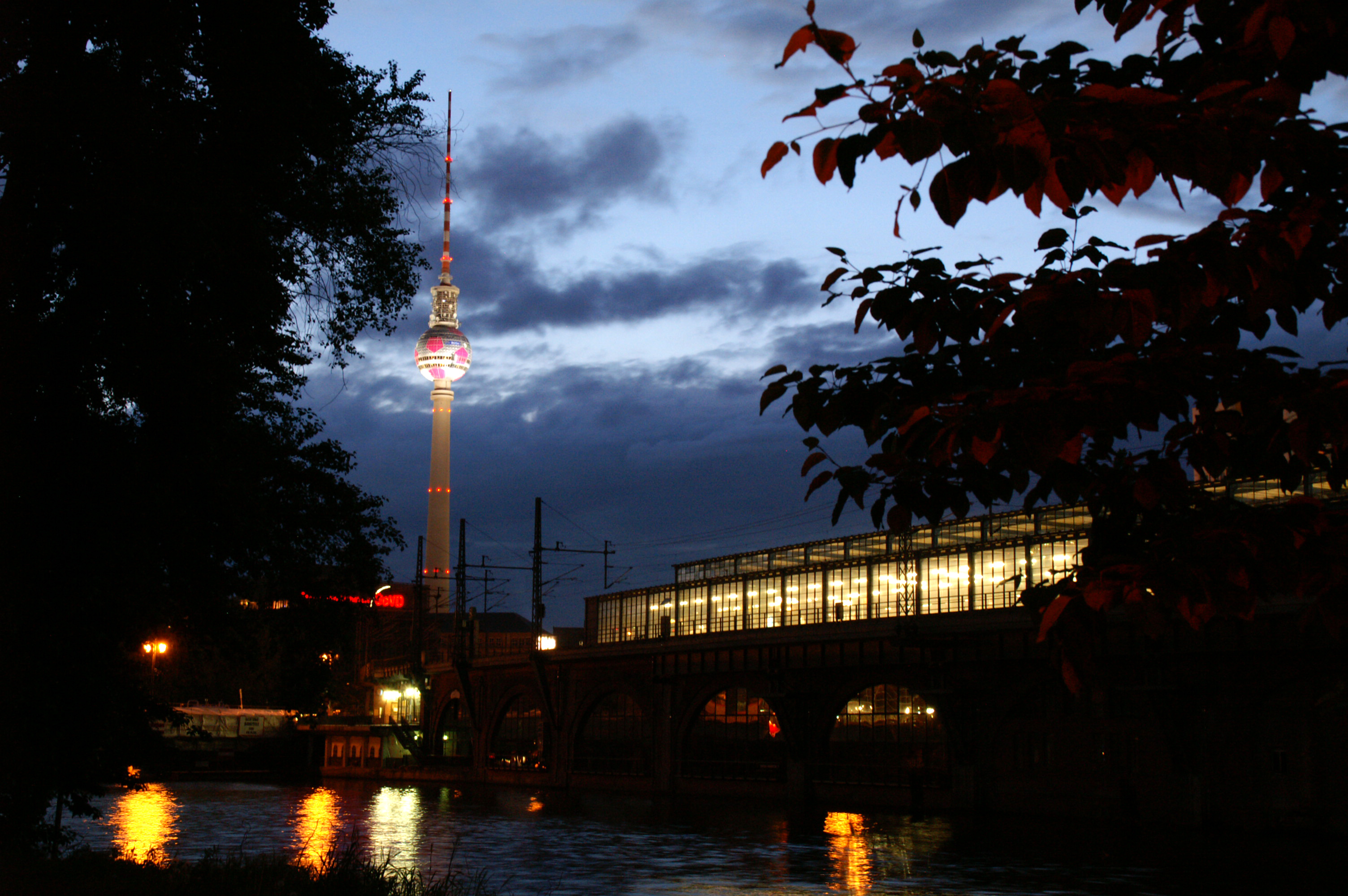
Tornet sett från Jannowitzbrücke
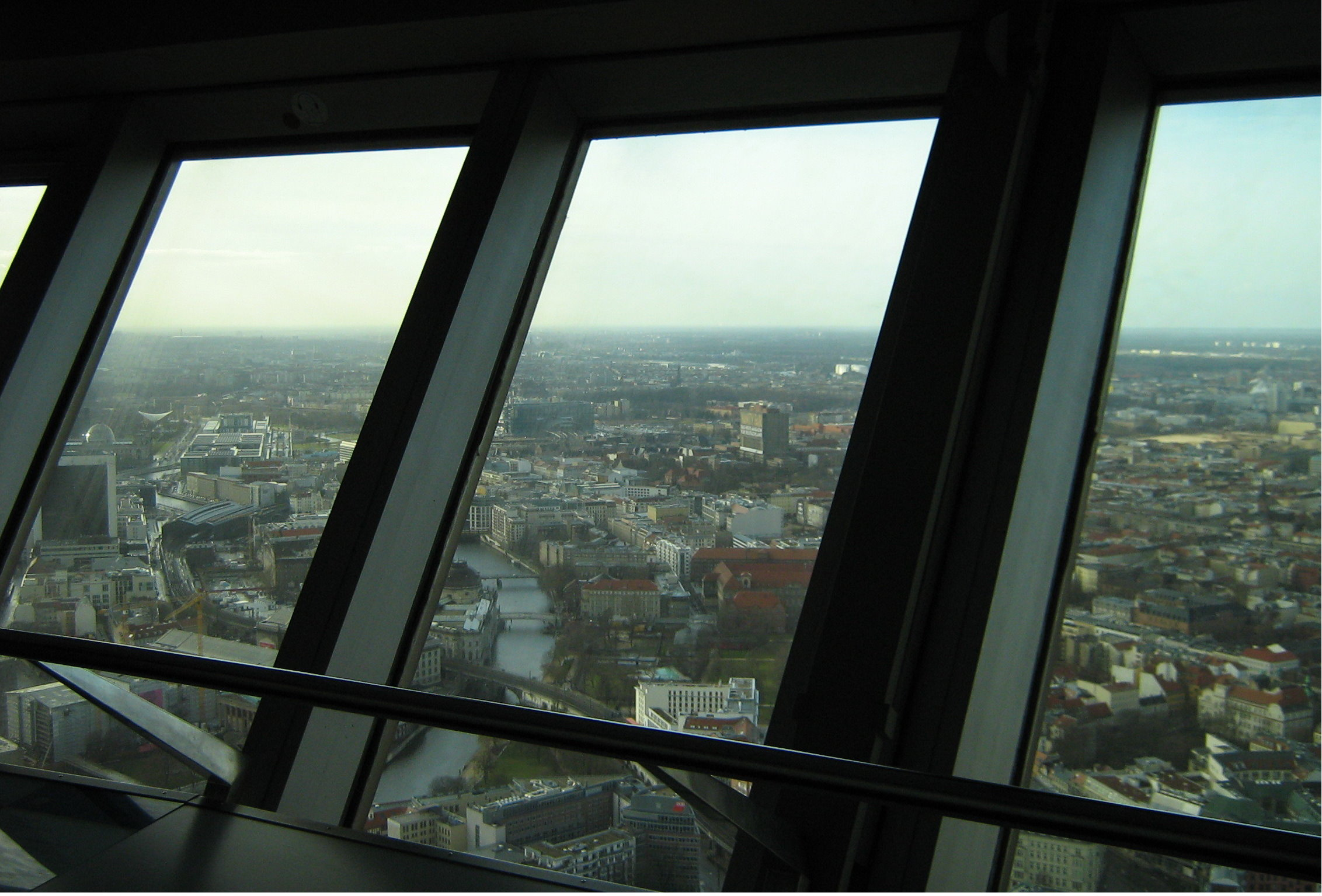
Utsikt från tornet i februari 2007